# Driestrepige schorsschorpioen
De driestrepige schorsschorpioen (Centruroides vittatus) is een schorpioen uit de familie Buthidae. Het is de meest voorkomende schorpioen van de Verenigde Staten. Hij is te vinden in scheuren en spleten in rotsgebieden en bossen, maar in huizen is de schorpioen ook aan te treffen.
Een steek van deze schorpioen is pijnlijk, maar in de meeste gevallen niet dodelijk.